# Kamila Trnková
Kamila Trnková (* 3. července 1991 Praha) je česká divadelní a televizní herečka.

## Životopis
Vystudovala pražskou DAMU, kde mezi její pedagogy patřili Eva Salzmannová, Tomáš Pavelka či Tomáš Töpfer. Studium absolvovala v roce 2017. Od roku 2017 je členkou Divadla pod Palmovkou. Na tamějších prknech ztvárnila například Violu v Zamilovaném Shakespearovi. Za dvojroli Edwarda a Betty v inscenaci Sedmé nebe získala cenu za nejlepší ženský herecký výkon na GRAND Festivalu smíchu v Pardubicích.
V roce 2022 ztvárnila v kriminálním seriálu Pozadí událostí vysokoškolskou studentku Danielu Horynovou, jejíž záhadné úmrtí je ústředním tématem celého seriálu. O rok později ztělesnila klavíristku Martu v historickém seriálu Zlatá labuť.

## Filmografie
| Rok  | Název               | Role                  | Poznámky                            |
| ---- | ------------------- | --------------------- | ----------------------------------- |
| 2013 | Maria Stock         |                       | studentský film                     |
| 2015 | Místo zločinu Plzeň | Jarka Rybáková        | televizní seriál                    |
| 2015 | Road-Movie          | maskérka              | studentský film                     |
| 2016 | Pustina             | Redskinova přítelkyně | televizní seriál                    |
| 2017 | Specialisté         |                       | televizní seriál                    |
| 2017 | Charité             |                       | televizní seriál                    |
| 2018 | Haunted             | žena v bílém          | televizní seriál                    |
| 2018 | Profesor T.         |                       | televizní seriál, díl: Kolej Vltava |
| 2019 | Národní třída       | recepční              |                                     |
| 2019 | Rapl                | medička               | televizní seriál, vedlejší role     |
| 2019 | Případ dvou sester  | Iva Kášová            | televizní film                      |
| 2021 | Případ Roubal       | koncipientka Daniela  | internetový seriál                  |
| 2022 | Mimořádná událost   | žena v autě           |                                     |
| 2022 | BANGER.             | Simona                |                                     |
| 2022 | Pozadí událostí     | Daniela Horynová      | televizní seriál, vedlejší role     |
| 2023 | Zlatá labuť         | Marta Franková        | televizní seriál, vedlejší role     |
| 2023 | Bodyguardi          |                       | internetový seriál                  |

## Divadelní role, výběr
- 2017 Marc Norman, Tom Stoppard, Lee Hall: Zamilovaný Shakespeare, Viola, Divadlo pod Palmovkou, režie Michal Lang[5]
- 2017 Tennessee Williams: Skleněný zvěřinec, Laura, Divadlo Bez zábradlí, režie Vladimír Strnisko
- 2018 Caryl Churchill: Sedmé nebe, Edward/Betty, Divadlo pod Palmovkou, režie Eduard Kudláč
- 2019 Johann Wolfgang von Goethe: Faust, Markéta, Divadlo pod Palmovkou, režie Jan Klata
- 2019 Michal Lang: Happy Chicken CZ – Drůbeží farma, Kamila, režie Michal Lang
- 2020 Tomáš Dianiška: 294 statečných, Jindřiška Nováková, Divadlo pod Palmovkou, režie Tomáš Dianiška